# Lutas nos Jogos Pan-Americanos de 2015 - Livre até 75 kg feminino
A categoria até 75 kg feminino foi um dos eventos da luta livre nos Jogos Pan-Americanos de 2015. Foi disputada em 17 de julho no Centro Esportivo Mississauga, em Mississauga.  

## Calendário
Horário local (UTC-4).
| Data        | Horário | Fase                |
| ----------- | ------- | ------------------- |
| 17 de julho | 15:20   | Quartas de final    |
| 17 de julho | 16:32   | Semifinal           |
| 17 de julho | 21:03   | Disputa pelo bronze |
| 17 de julho | 21:21   | Final               |

## Medalhistas
| Ouro   | CAN Adeline Gray                          |
| Prata  | CAN Justina Di Stasio                     |
| Bronze | BRA Aline Ferreira CUB Lisset Hechavarria |

## Resultados

### Chave
| Quartas de final | Quartas de final           | Quartas de final | Quartas de final | Quartas de final |  |  | Semifinal | Semifinal              | Semifinal | Semifinal | Semifinal |  |  | Final | Final                 | Final | Final | Final |
|                  |                            |                  |                  |                  |  |  |           |                        |           |           |           |  |  |       |                       |       |       |       |
|                  | VEN Jarimit Weffer Guanipe | 0                | 3                |                  |  |  |           |                        |           |           |           |  |  |       |                       |       |       |       |
|                  | CAN Justina Di Stasio      | 1                | 4                |                  |  |  |           | CAN Justina Di Stasio  | 2         | 2         |           |  |  |       |                       |       |       |       |
|                  | COL Andrea Olaya           | 0                | 0                |                  |  |  |           | CUB Lisset Hechavarria | 2         | 2         |           |  |  |       |                       |       |       |       |
|                  | CUB Lisset Hechavarria     | 5                | 2                |                  |  |  |           |                        |           |           |           |  |  |       | CAN Justina Di Stasio | 0     | 6     |       |
|                  | MEX Cinthia Morales        | 4                | 0                |                  |  |  |           |                        |           |           |           |  |  |       | USA Adeline Gray      | 1     | 6     |       |
|                  | PUR Ana Gonzalez           | 2                | 0                |                  |  |  |           | PUR Ana Gonzalez       | 0         | 0         |           |  |  |       |                       |       |       |       |
|                  | USA Adeline Gray           | 10               | 0                |                  |  |  |           | USA Adeline Gray       | 12        | 0         |           |  |  |       |                       |       |       |       |
|                  | BRA Aline Ferreira         | 0                | 0                |                  |  |  |           |                        |           |           |           |  |  |       |                       |       |       |       |

### Repescagem
|  | Primeira rodada            | Primeira rodada        | Primeira rodada |  |  | Disputa pelo bronze        | Disputa pelo bronze        | Disputa pelo bronze |
|  |                            |                        |                 |  |  |                            |                            |                     |
|  | VEN Jarimit Weffer Guanipe |                        |                 |  |  |                            |                            |                     |
|  | bye                        | bye                    |                 |  |  | VEN Jarimit Weffer Guanipe | VEN Jarimit Weffer Guanipe | 0 1                 |
|  | CUB Lisset Hechavarria     | CUB Lisset Hechavarria |                 |  |  | CUB Lisset Hechavarria     | CUB Lisset Hechavarria     | 1                   |
|  | bye                        |                        |                 |  |  |                            |                            |                     |
|  |                            |                        |                 |  |  |                            |                            |                     |
|  |                            |                        |                 |  |  |                            |                            |                     |
|  |                            |                        |                 |  |  |                            |                            |                     |

|  | Primeira rodada    | Primeira rodada    | Primeira rodada |  |  | Disputa pelo bronze | Disputa pelo bronze | Disputa pelo bronze |
|  |                    |                    |                 |  |  |                     |                     |                     |
|  | BRA Aline Ferreira |                    |                 |  |  |                     |                     |                     |
|  | bye                | bye                |                 |  |  | BRA Aline Ferreira  | BRA Aline Ferreira  | 10 0                |
|  | Ana Gonzalez (PUR) | Ana Gonzalez (PUR) |                 |  |  | Ana Gonzalez (PUR)  | Ana Gonzalez (PUR)  | 1 0                 |
|  | bye                |                    |                 |  |  |                     |                     |                     |
|  |                    |                    |                 |  |  |                     |                     |                     |
|  |                    |                    |                 |  |  |                     |                     |                     |
|  |                    |                    |                 |  |  |                     |                     |                     |